# Niels Hoffmeyer

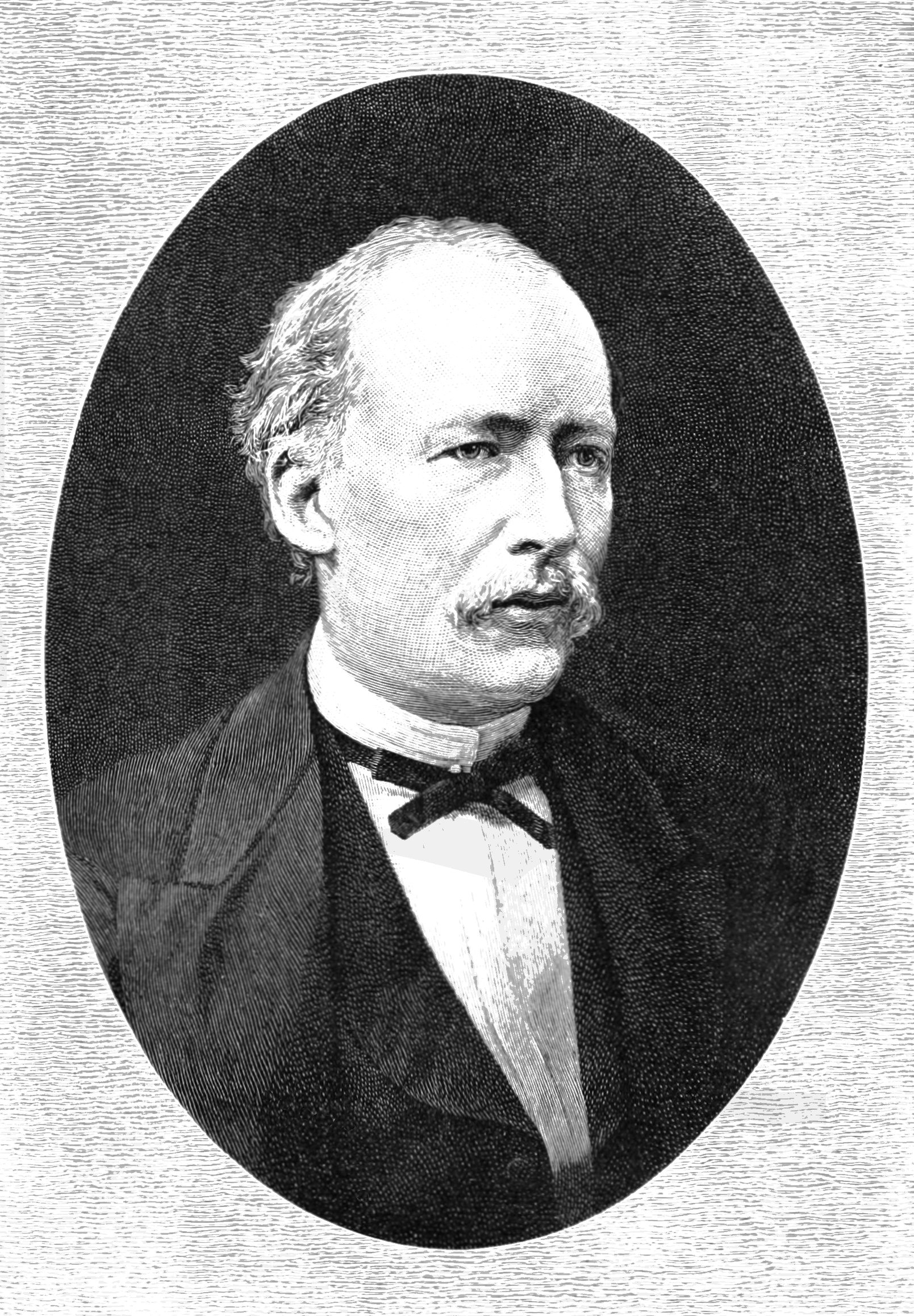
Niels Henrik Cordulus Hoffmeyer

Niels Henrik Cordelus Hoffmeyer (* 3. Juni 1836 in Kopenhagen; † 16. Februar 1884 in Kopenhagen) war ein dänischer Meteorologe.

## Leben
Niels Hoffmeyer widmete sich dem Militärstand, nahm an dem Krieg von 1864 teil, lebte aus Gesundheitsrücksichten 1865 bis 1866 in Frankreich, beschäftigte sich hier hauptsächlich mit Meteorologie und begründete 1872 in Kopenhagen das Dänische Meteorologische Institut, das Stationen in Grönland, Island und auf den Färöern ins Leben rief.
Wesentliche Verdienste erwarb er sich durch die Zusammenstellung synoptischer Wetterkarten, welche die in einem gegebenen Moment herrschende Witterung auf ein größeres Gebiet darstellen; auch untersuchte er die Einwirkung oder Verteilung von Land und Wasser auf Temperatur und Luftdruck an den nordischen Küsten und den Gestaden des Mittelmeers.

## Ehrungen
Im Jahr 1883 wurde er zum Mitglied der Deutschen Akademie der Naturforscher Leopoldina gewählt.